# Resolução 185 do Conselho de Segurança das Nações Unidas
Resolução 185 do Conselho de Segurança das Nações Unidas, foi aprovada em 16 de dezembro de 1963, após análise do pedido da República do Quênia para ser membro da Organização das Nações Unidas, o Conselho recomendou à Assembleia Geral que o Quênia deve ser admitido.
Foi aprovada por unanimidade.